# Biserica de lemn din Mesteacăn, Dâmbovița

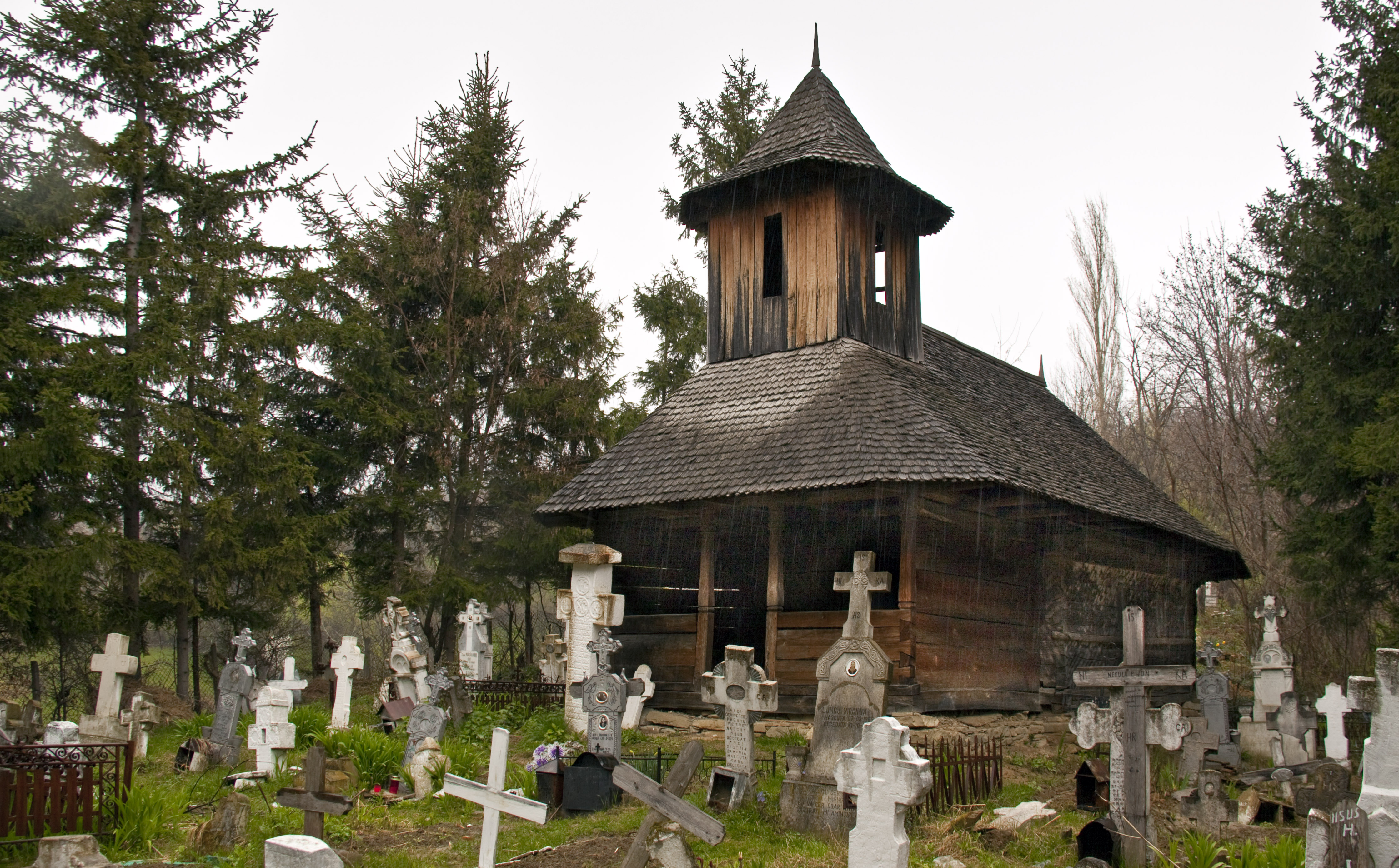
Biserica de lemn din Mesteacăn, județul Dâmbovița. Foto: aprilie 2010

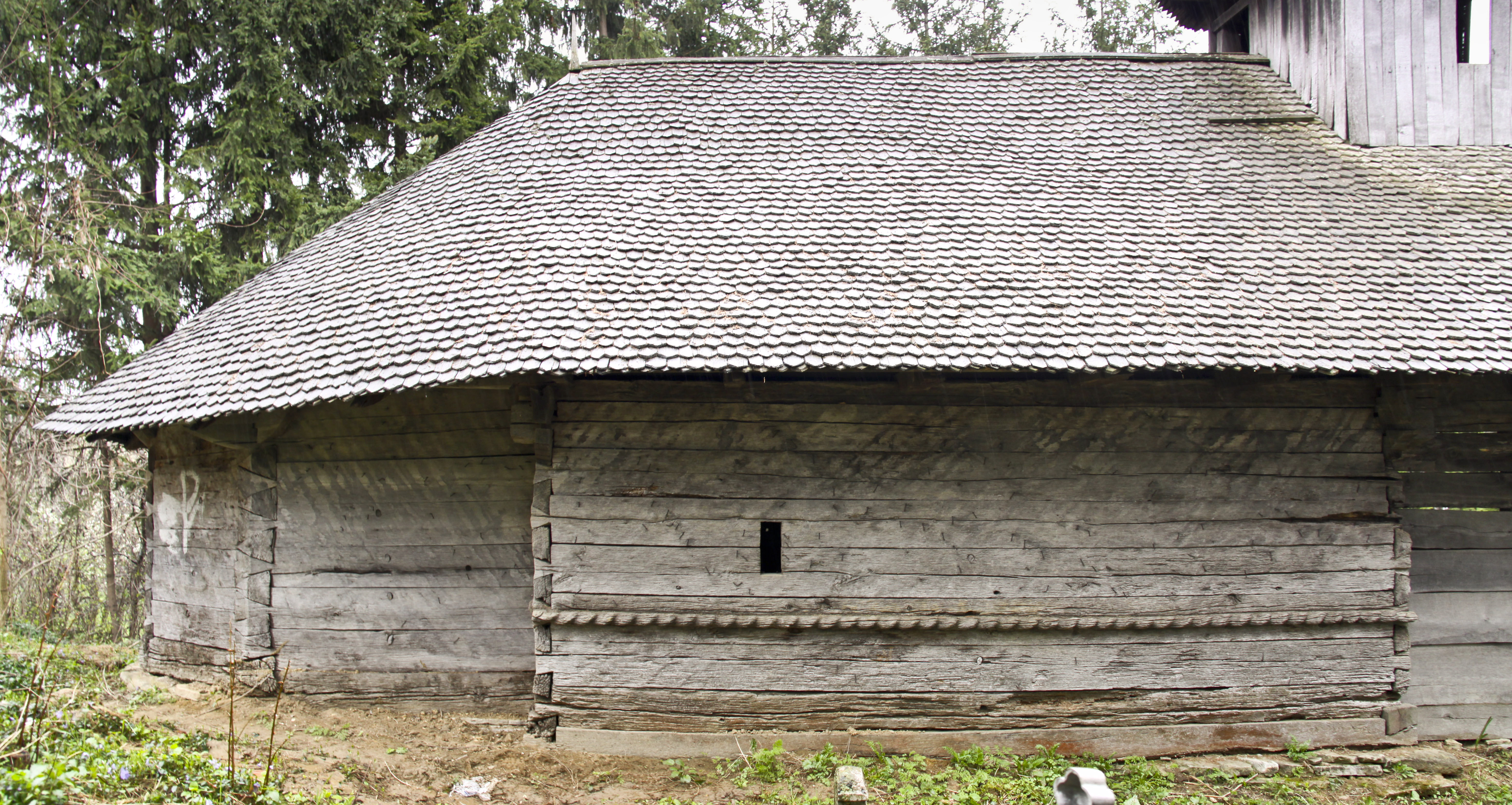
Butea naosului şi altarului, latura de miazănoapte. Foto: aprilie 2010

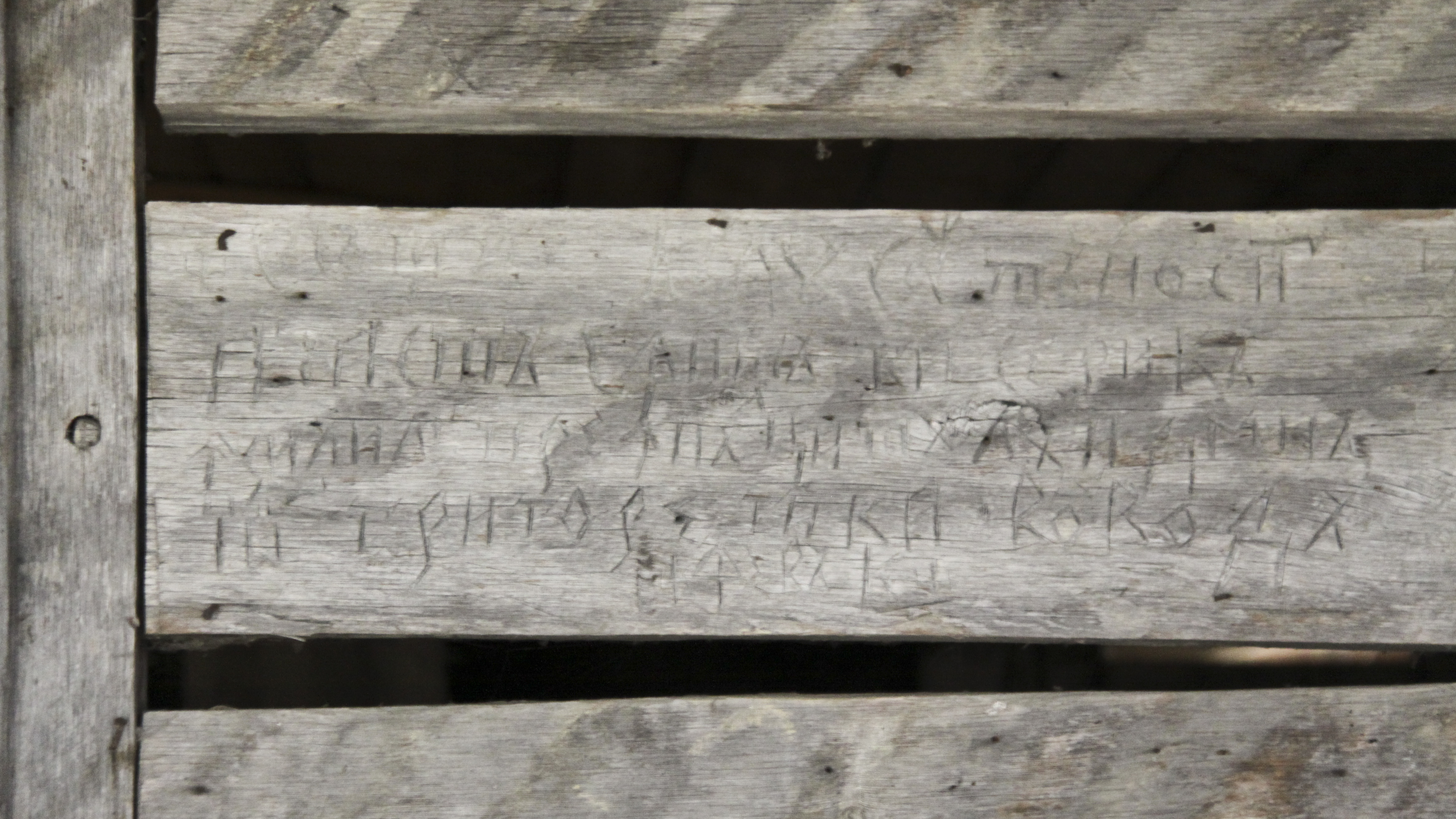
Pisania din anul 7259, era bizantină, în dreapta intrării în biserică. Foto: aprilie 2010

Biserica de lemn din Mesteacăn, din satul omonim, comuna Văleni-Dâmbovița, județul Dâmbovița, poartă hramul „Adormirea Maicii Domnului” și este (ante)datată de o pisanie din anul 1751. Modestă în aparență, biserica de lemn din Mesteacăn păstrează în mod excepțional forma arhaică a celor mai vechi biserici de lemn din România, ceea ce-i acordă o valoare de unicat în Muntenia. Portalul sculptat și brâul în relief, pisania și crucea de piatră din fața intrării întăresc valoarea artistică și documentară a acestei biserici de cimitir. Biserica este înscrisă pe noua listă a monumentelor istorice, LMI 2004:  DB-II-m-A-17573.

## Istoric
Un moment important din trecutul bisericii este redat de pisania cioplită în peretele de apus, în dreapta intrării. Textul în limba română cu litere chirilice reține următoarele: „Să să știe căndu sau tărnosit această sântă biserică în zilile pre înălțatului d[o]mn Ion Grigore Ghica voivod m[eseț] febr[uarie] 2[4], 7259”. După cum reiese din pisanie, biserica a fost „târnosită” în anul 1751, în timpul domniei lui Grigore II Ghica. Ea a fost sfințită și nu făcută atunci, observație făcută și de cercetătoarea Ioana Cristache-Panait, care indică o vechime mult mai mare pentru acest lăcaș. Trebuie remarcată în acest sens și crucea de piatră din fața intrării, datată anterior, din anul 7231 al erei bizantine, adică anii 1722-1723 ai erei noastre. Pe fața ei se poate citi următoarele: „Cu vrearia Tatălui, și cu ajutoru Fiului ridicatusau această sf[ă]ntă cruce întru cinstia și slava Uspenie B[ogorodi]țe în zile lui Nicolae voivod și sau ostenit robul lui Dumnezău Ion Mestecăneanu, Toader, Stana, Ion, Ioana, Dobrici, Drăgoi, Zoița, Stan, Stanca, Șărbu, Stoiana, Mihalcea, Voica, Mihalcea”, iar pe latura stângă textul continuă cu:  „Er[o]monah Stefan, Maria Preda, Pătru, Radu, Rada, leat 7231, Radu Dobrotă, Ene, Cărstiana, Păuna”. Pe latura dreaptă apar semnăturile celor doi meșteri pietrari: „Ion Bică” și „..ca Balea”.
Într-o catagrafie de la anul 1840 sunt transmise către mitropolie următoarele date: „biserică de lemn fără progadie, făcută la leat 7252 de vătaful Ion ... și Cernat, strămoș[ii] enoriașilor. Hramul Adormirea Maicii Domnului. Enoriași de frunte 5, de mijloc 8, coadă 14, ertați 2, văduve 9; peste tot 38.” Așadar, cunoștințele localnicilor despre biserică din acea vreme, transmise prin diaconul Ion, verifică și completează datele din pisanie și de pe crucea bisericii. Data exactă a târnosirii este desigur cea din pisania existentă. Aflăm de asemenea că Ion Mestecăneanu, cel întâi semnat pe crucea de piatră, avea rolul de vătaf, probabil al plaiului Dâmbovița, și era ctitorul bisericii. Biserica păstra la 1840 încă o pisanie, probabil pictată, în care se putea citi atât numele ctitorului principal cât și acela a lui Cernat.
Funcția de biserică parohială a acestei bisericuțe a fost preluată de o altă biserică de zid, ridicată mai la vale, între anii 1868-1871.
Cu câteva decenii în urmă biserica a trecut printr-o renovare în urma căreia un pronaos mai îngust decât nava a fost demolat și înlocuit cu pridvorul actual. Pronaosul putea avea o vechime, însă, după cum arată pereții naosului, nu a fost ridicat odată cu acesta.

## Trăsături
Biserica se distinge prin planul arhaic, ce cuprinde numai o încăpere pentru credincioși, naosul, comună pentru femei și bărbați, și o încăpere pentru altar. Naosul are planul unui pătrat perfect, de 4,62 m lărgime și 4,64 m adâncime. Altarul este mai îngust, terminat în cinci laturi, de 2,98 m în lungime și 3,49 cm în lățime. La acestea se adaugă pridvorul ridicat în urmă cu câteva decenii, retras și el față de pereții naosului, peste care se ridică un turn scund.

## Imagini

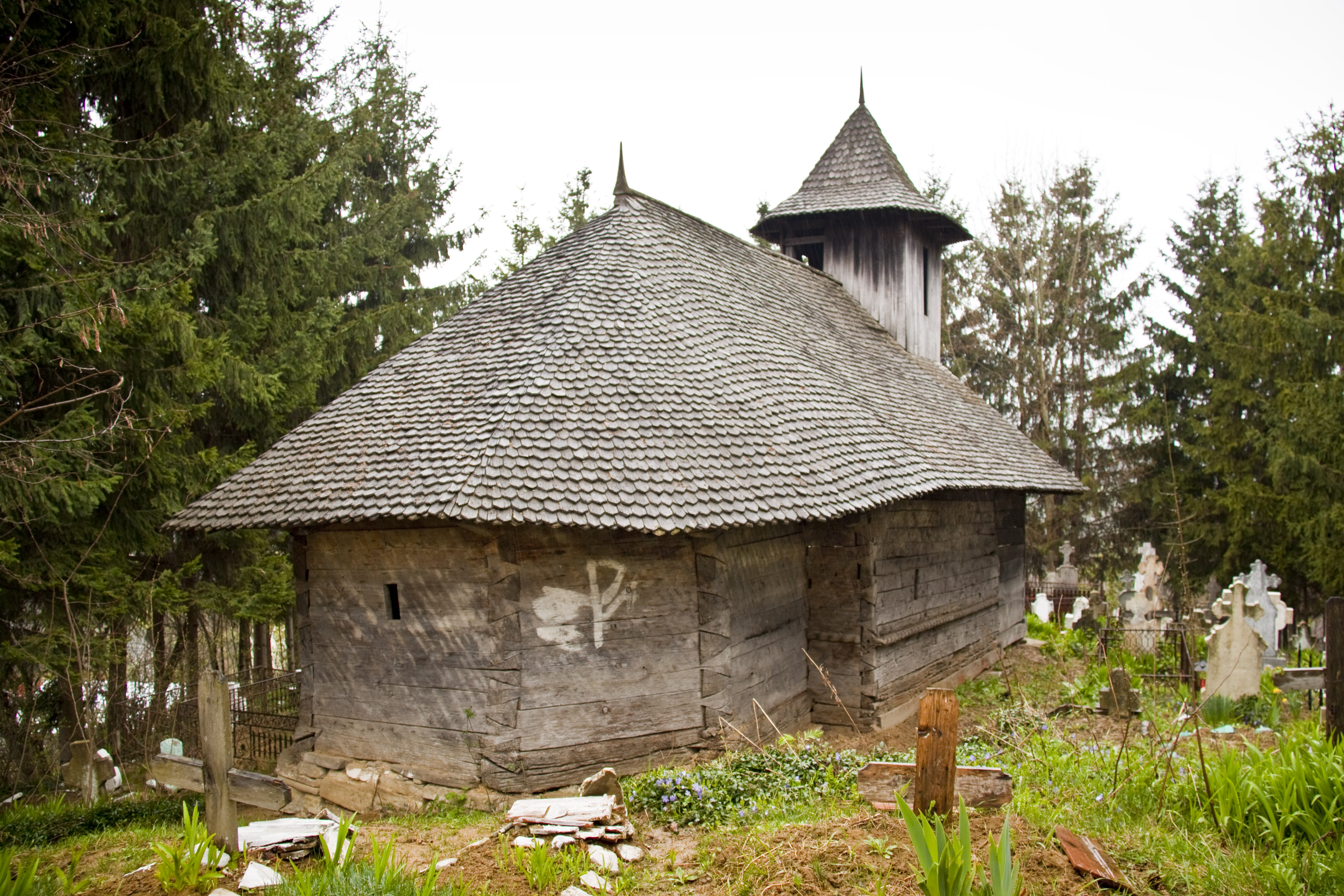
nord-est
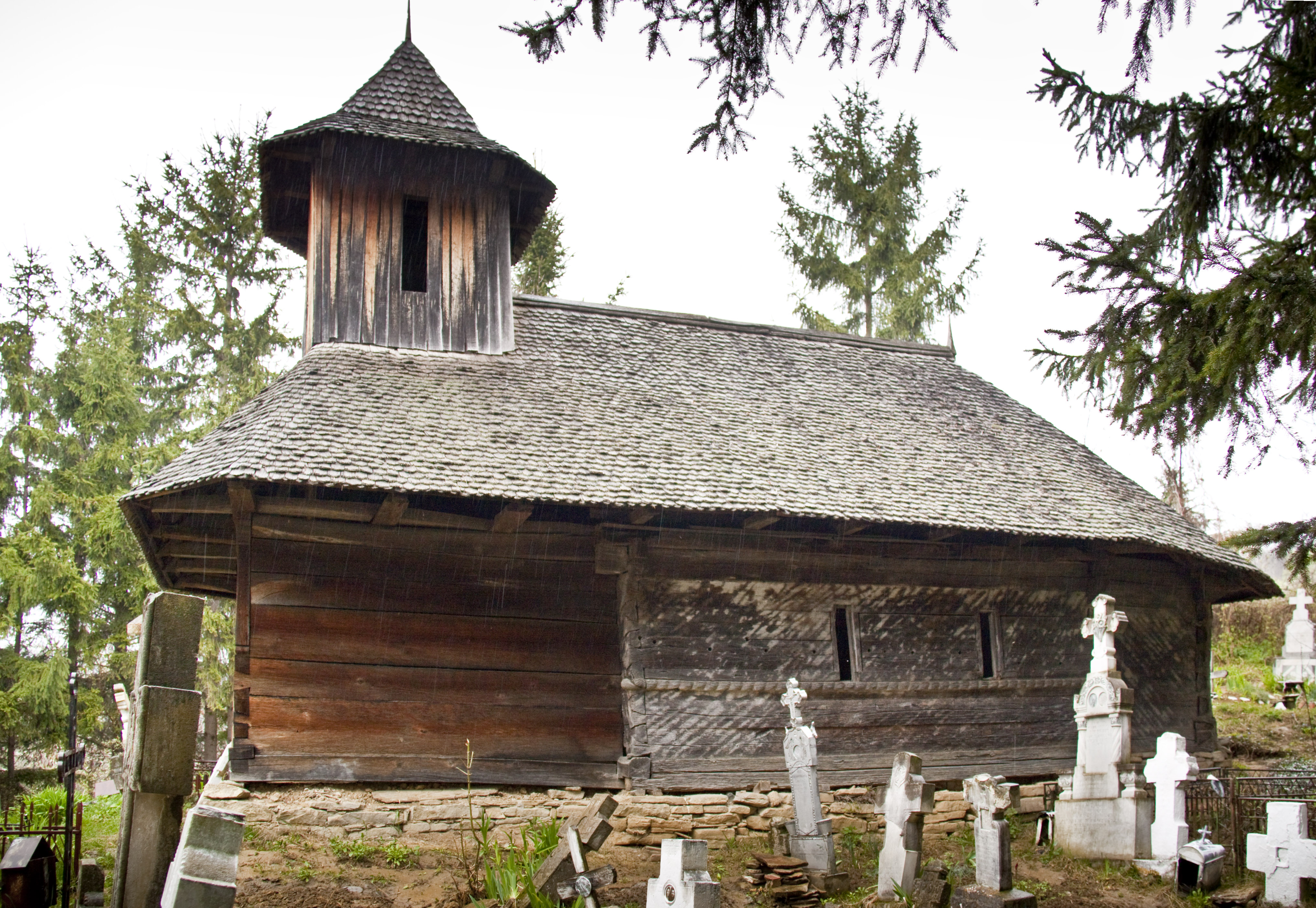
sud
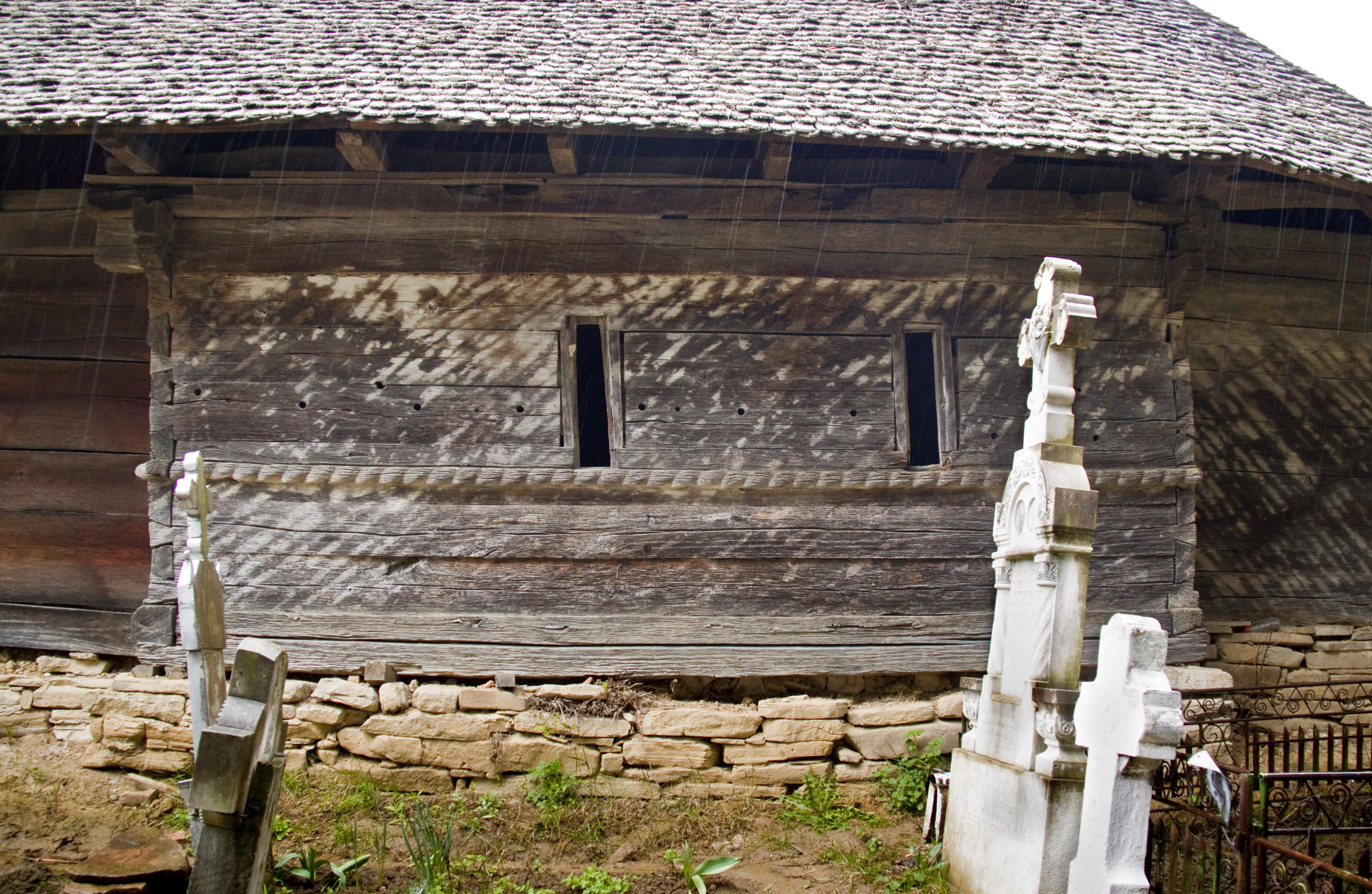
naos, sud
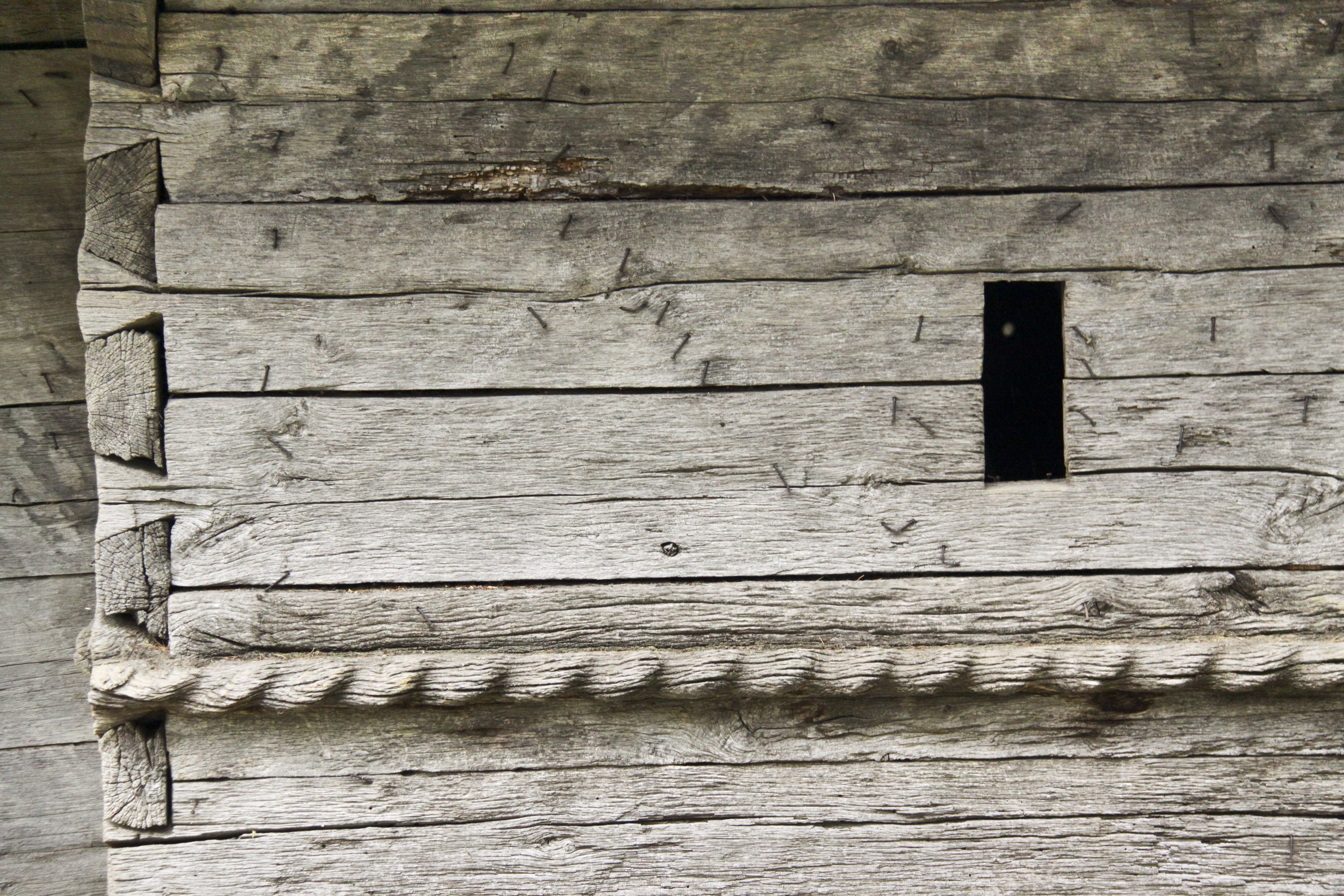
fereastră naos, nord
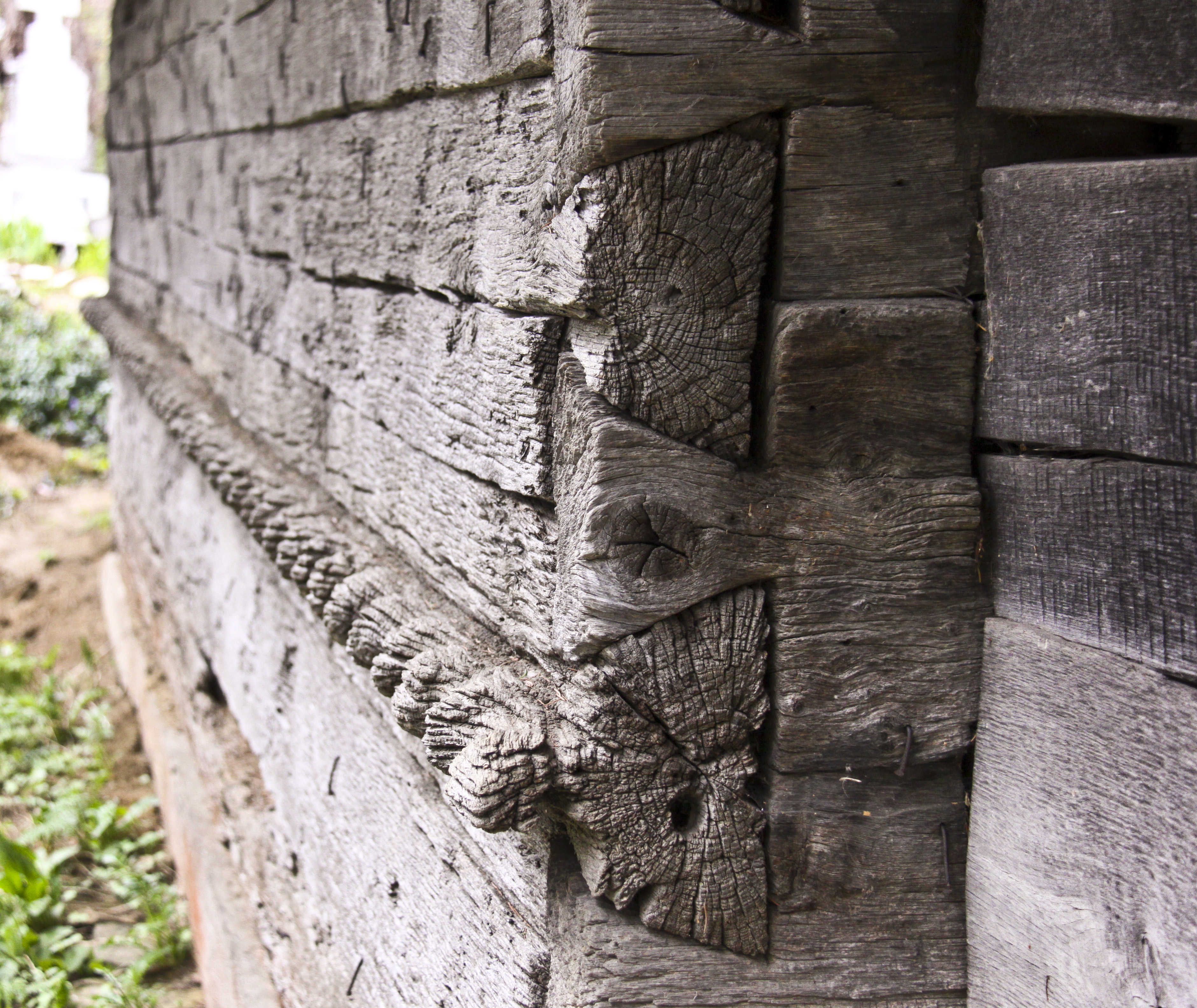
chetori naos, nord-vest
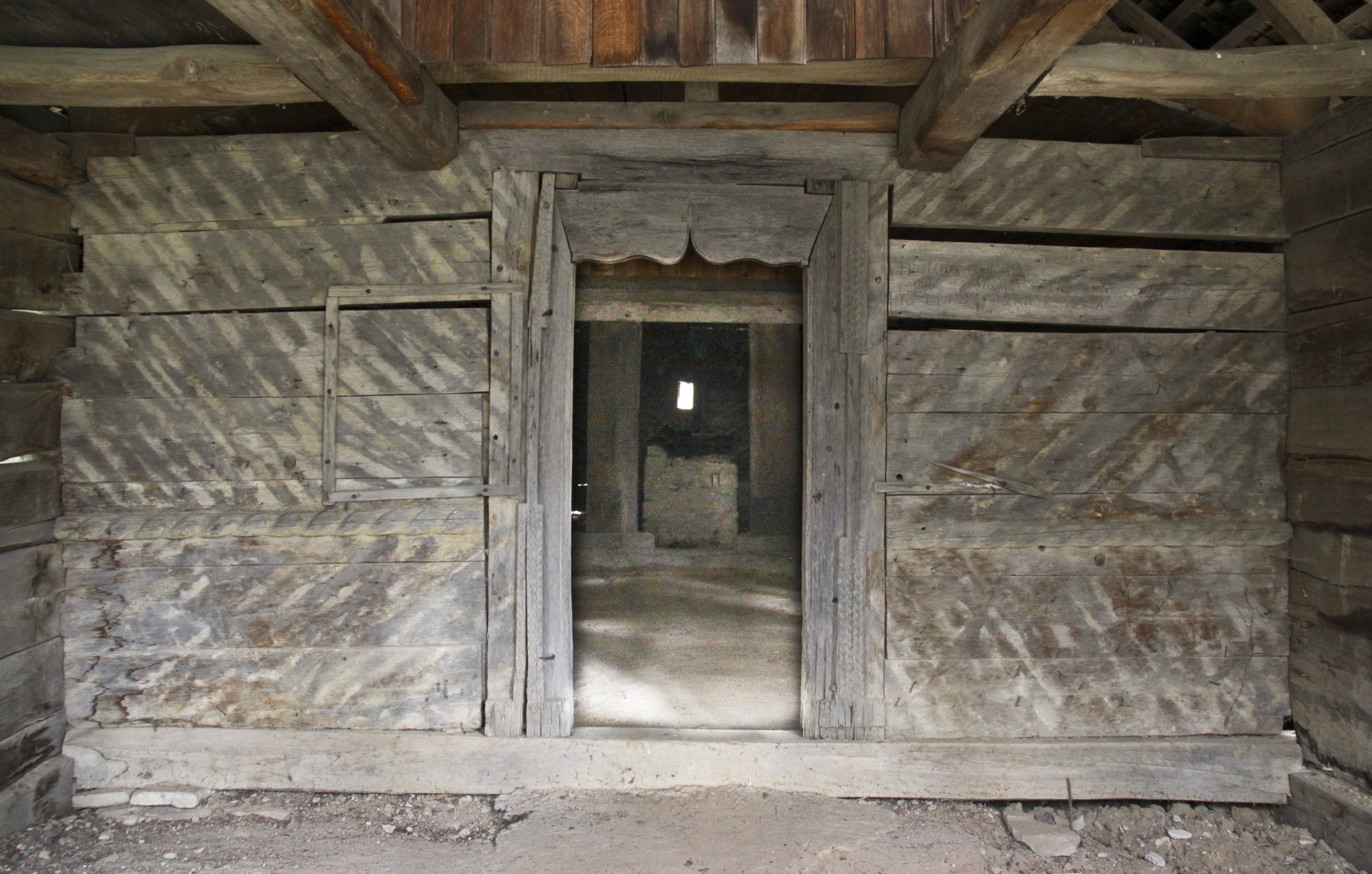
intrarea
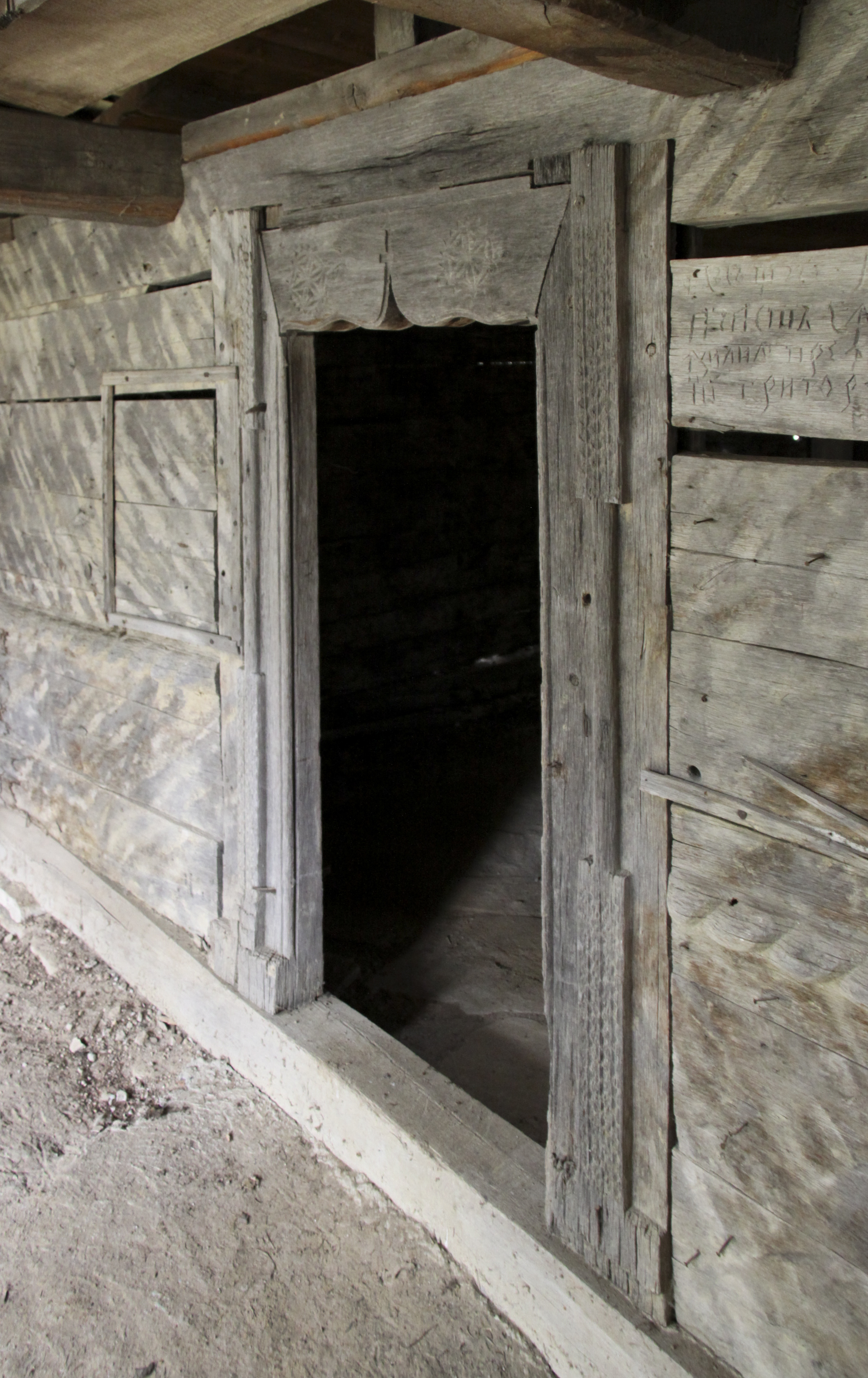
portalul
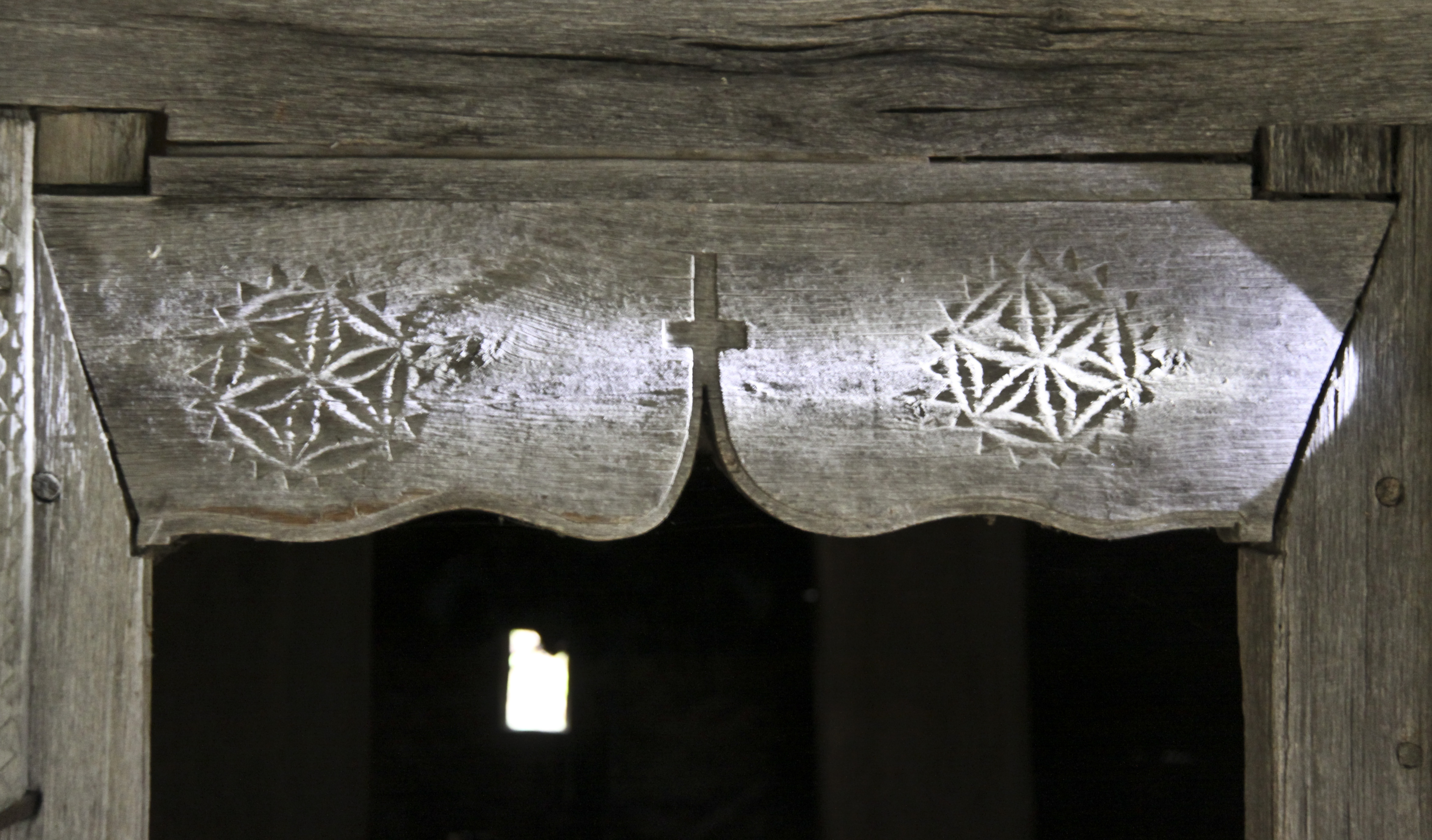
lintel peste intrare
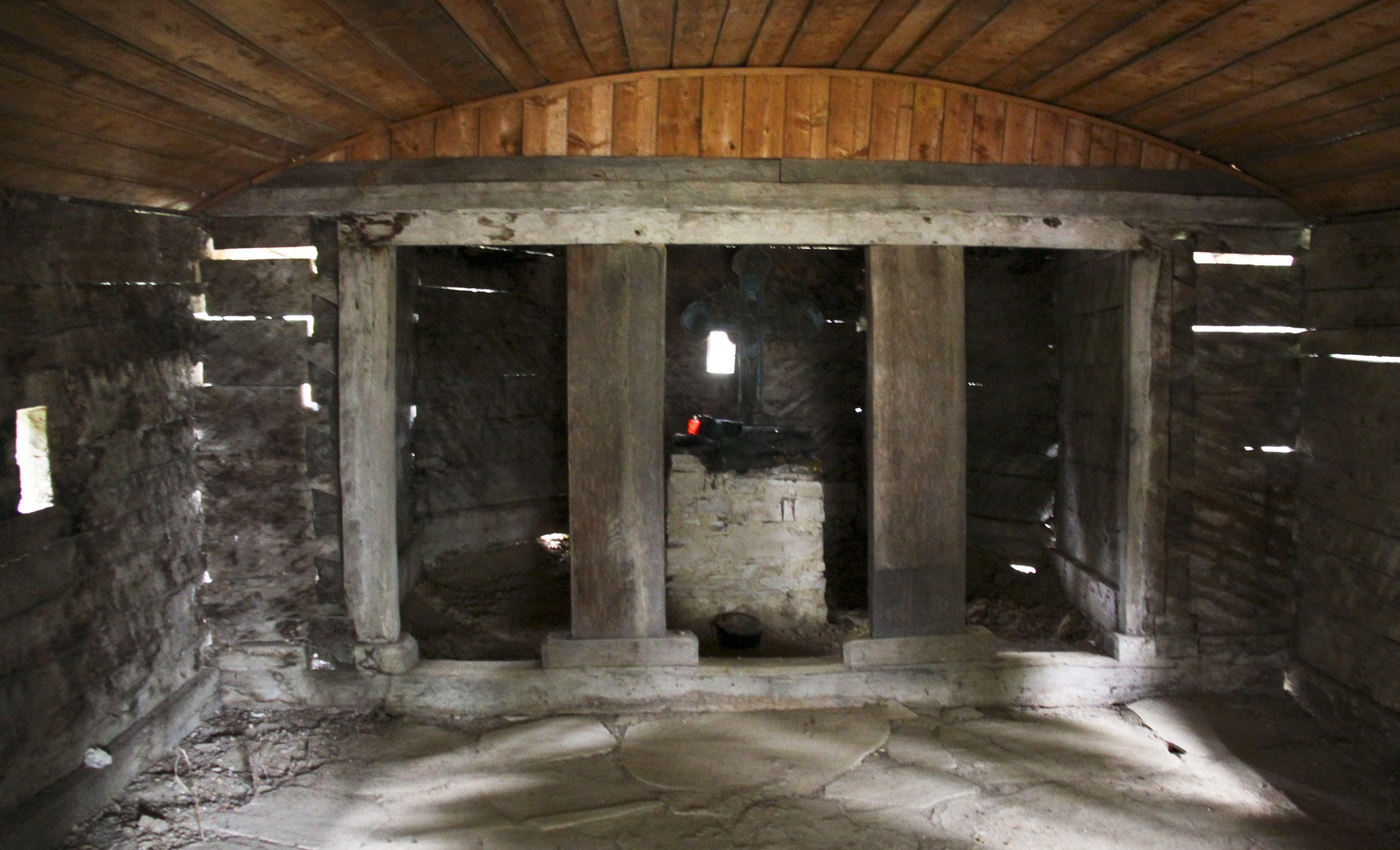
interiorul naosului
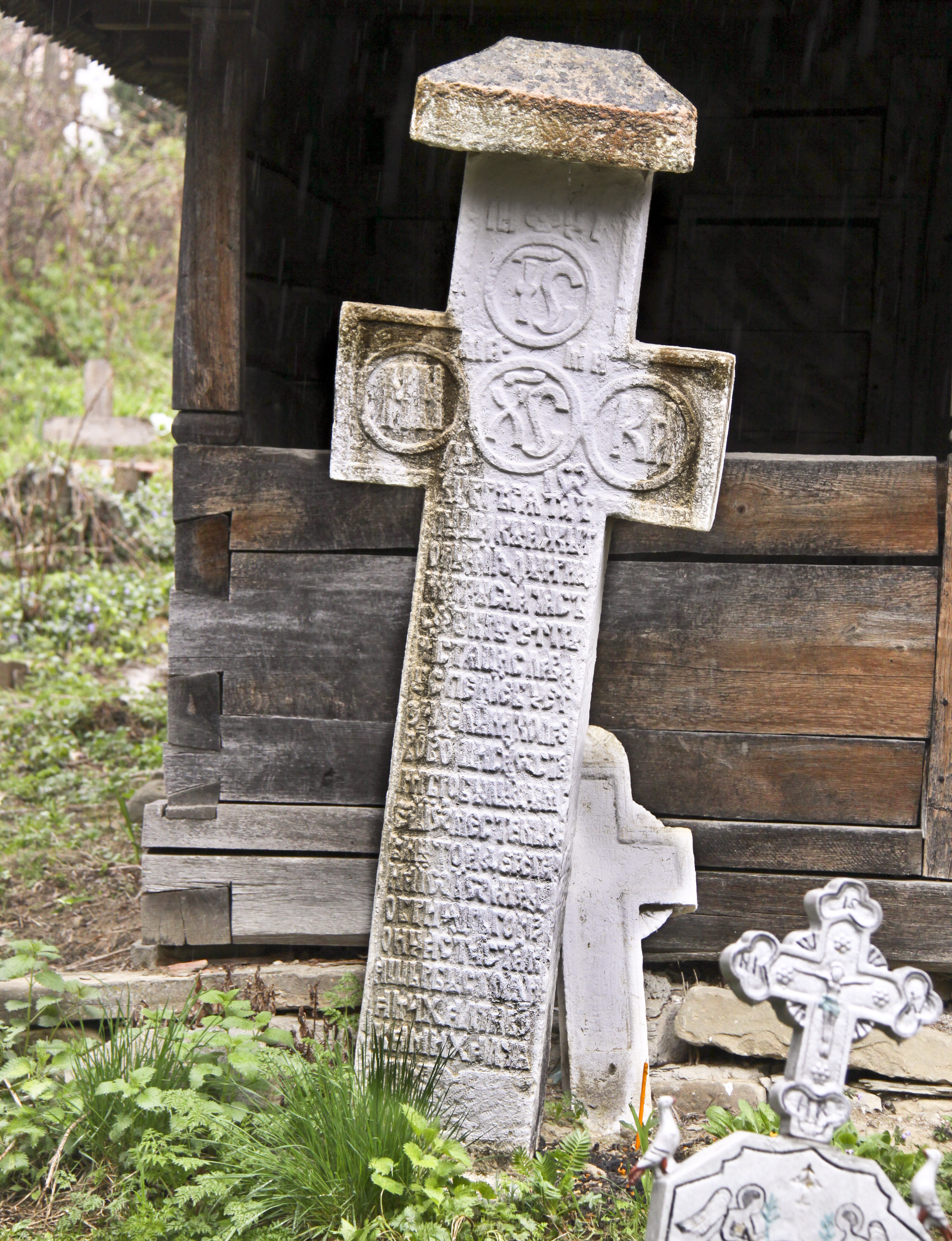
crucea bisericii
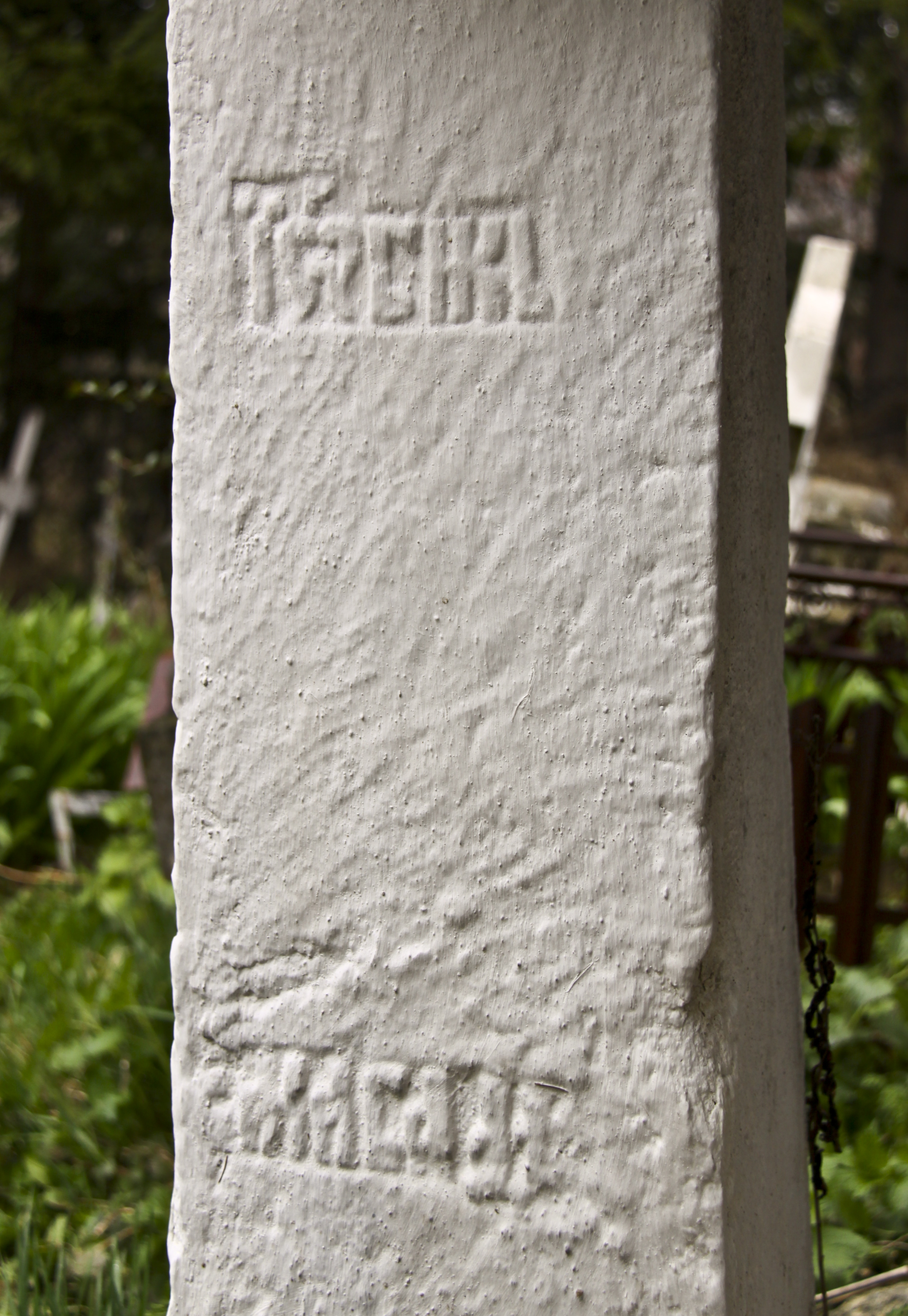
semnăturile pietrarilor
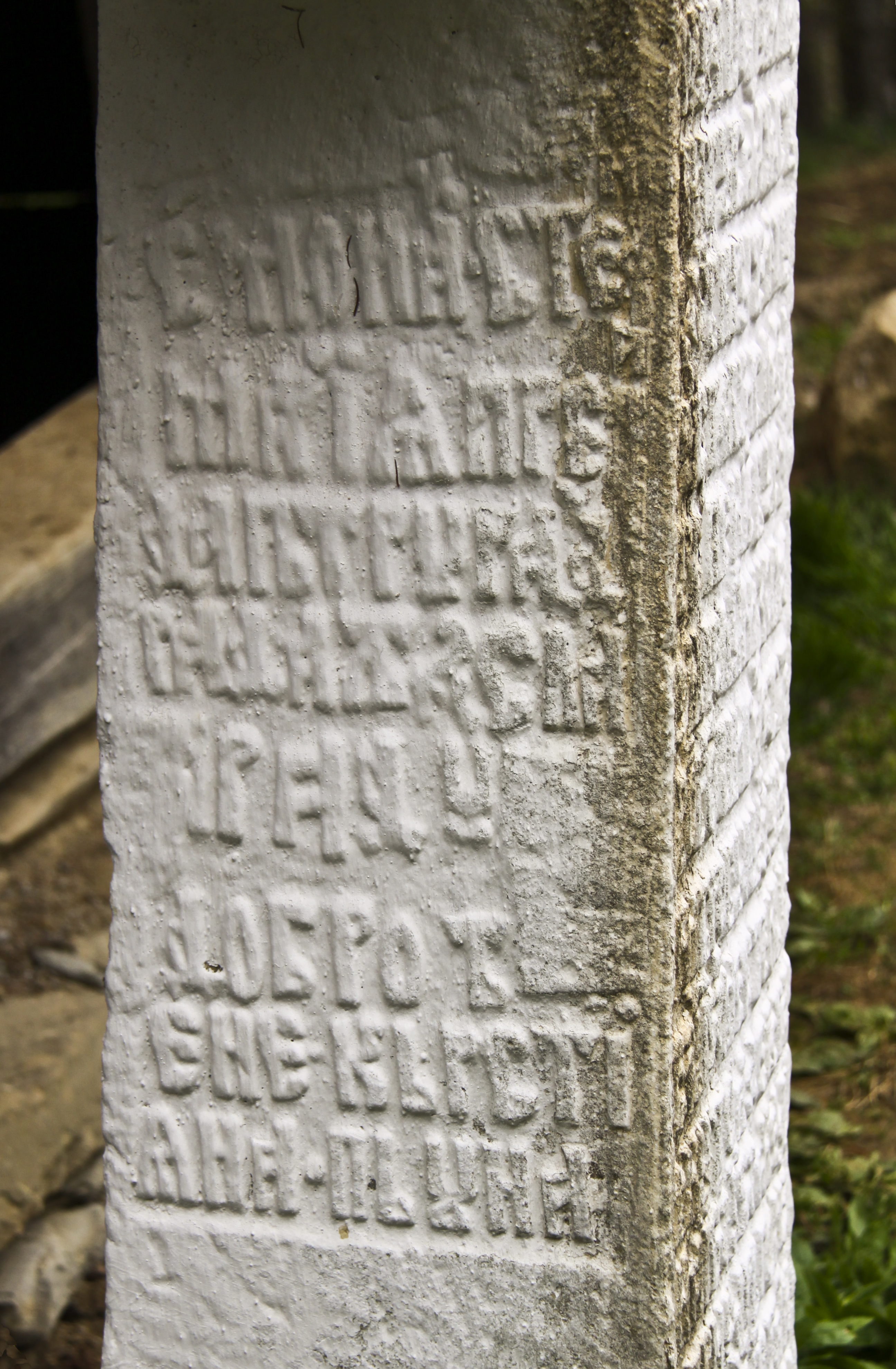
ctitori şi datare din anul 7231